# La Drôle de vie de Timothy Green
Pour plus de détails, voir Fiche technique et Distribution.
La Drôle de vie de Timothy Green (The Odd Life of Timothy Green) est un film américain de Peter Hedges sorti le 15 août 2012 aux États-Unis et inédit en France en salles.
Comme beaucoup de productions Disney depuis la fin de Buena Vista Distribution, ce film n'est jamais sorti au cinéma.
Canal+ a diffusé le film pour la première fois en mars 2014.

## Synopsis
Cindy Green et Jim Green, un couple sans enfant, se sentent frustrés par leur incapacité à en concevoir. Une nuit, ils rêvent de leur progéniture idéale et écrivent les caractéristiques de l'enfant et ses événements de la vie sur des morceaux de papier. Le couple met les notes dans une boîte et les enterrent dans leur cour. Après une nuit d'orage à Stanleyville, arrive le matin, un garçon de 10 ans à leur porte. Ils se rendent compte que l'enfant, nommé Timothy, est beaucoup plus spécial que ce qu'ils avaient imaginé.

## Fiche technique
- Titre original : The Odd Life of Timothy Green
- Titre français : La Drôle de vie de Timothy Green
- Réalisation : Peter Hedges
- Scénario : Peter Hedges
- Direction artistique :
- Décors :
- Costumes :
- Photographie : John Toll
- Montage : Andrew Mondshein
- Musique : Geoff Zanelli
- Casting :
- Production : Scott Sanders, Ahmet Zappa
- Sociétés de production :
- Sociétés de distribution : Walt Disney Studios Distribution
- Budget : 40 millions de dollars
- Pays d'origine :  États-Unis
- Langue originale : anglais
- Format : Couleur -
- Genre : comédie dramatique, fantastique
- Durée : 104 minutes
- Date de sortie :
  - États-Unis : 15 août 2012

## Distribution

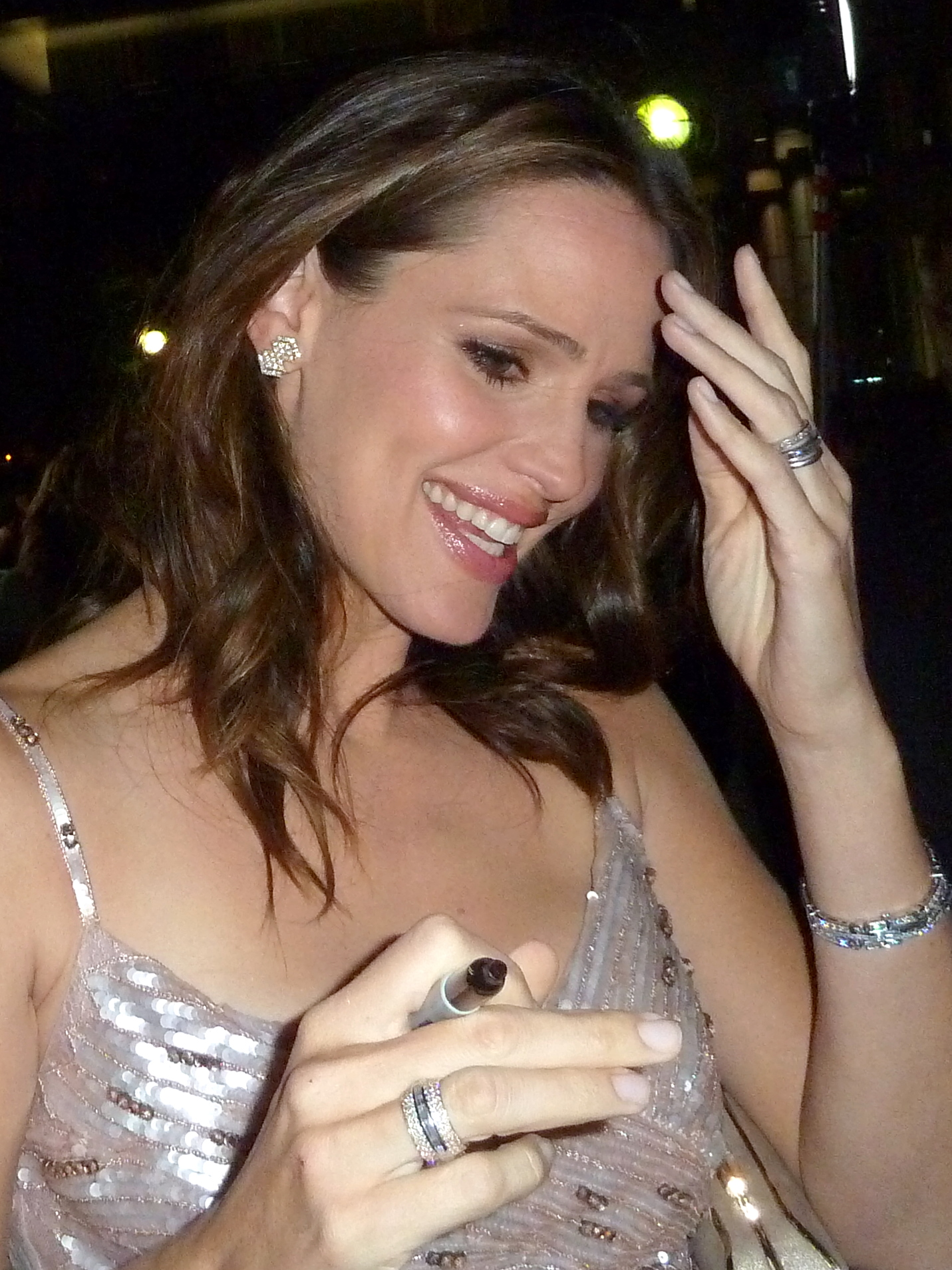
L'actrice principale Jennifer Garner en 2011.

- Jennifer Garner (VQ : Aline Pinsonneault[1]) : Cindy Green
- Joel Edgerton (VQ : Patrice Dubois) : Jim Green
- Cameron C. J. Adams (VQ : Nicolas De Passillé-Scott) : Timothy Green
- Odeya Rush (VQ : Célia Gouin-Arsenault) : Joni Jerome
- Ron Livingston (VQ : Pierre Auger) : Franklin Crudstaff
- Dianne Wiest (VQ : Isabelle Leyrolles) : Mme Crudstaff
- Michael Arden : Doug Wert
- Shohreh Aghdashloo (VQ : Carole Chatel) : Evette
- Common (VQ : Patrick Chouinard) : le coach Cal
- M. Emmet Walsh (VQ : Yves Massicotte) : l'oncle Bob
- Lois Smith (VQ : Béatrice Picard) : tante Mel
- David Morse (VQ : Marc Bellier) : James Green Sr.
- Rhoda Griffis : Dr Lesley Hunt
- Sharon Morris : la principale
- Jason Davis : Bart Best
- Cullen Moss : un policier
- Lin-Manuel Miranda : Reggie